# بركة سلوان
بركة سلوان توجد جنوب مدينة القدس في قرية سلوان وعلى مسافه قريبه من نبع أم الدرج، وذكرها ياقوت الحموي بانها عين نضاخه يتبرك بها ويستشفي منها بالبيت المقدس,وهي عين عذبه تسقي جنانا عظيمه وثمان بن عفان على ضعفاء بيت المقدس

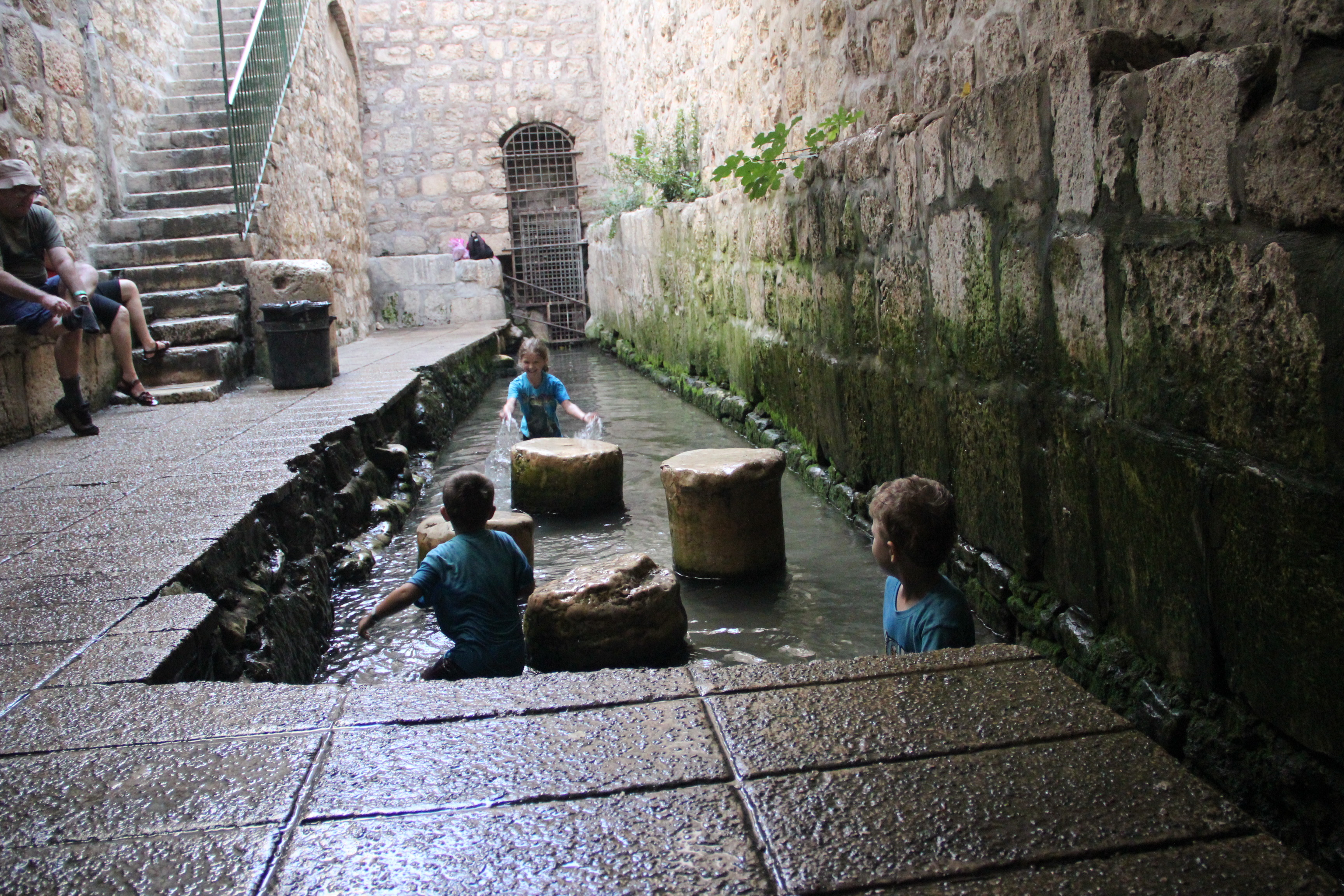
بركة سلوان في القدس